# (500629) 2012 UP163
(500629) 2012 UP163 es un asteroide perteneciente al cinturón de asteroides, región del sistema solar que se encuentra entre las órbitas de Marte y Júpiter, más concretamente a la familia de Eos, descubierto el 13 de octubre de 2012 por el equipo del Spacewatch desde el Observatorio Nacional de Kitt Peak, Arizona, Estados Unidos.

## Designación y nombre
Designado provisionalmente como 2012 UP163. 

## Características orbitales
2012 UP163 está situado a una distancia media del Sol de 2,966 ua, pudiendo alejarse hasta 3,121 ua y acercarse hasta 2,811 ua. Su excentricidad es 0,052 y la inclinación orbital 9,665 grados. Emplea 1866,55 días en completar una órbita alrededor del Sol.

## Características físicas
La magnitud absoluta de 2012 UP163 es 16,1. 